# Julie Cross
Julie Cross (nascida em 15 de Março de 1980) é uma escritora norte-americana, conhecida por escrever a série de livros best-seller Tempest.

## Vida pessoal
Julie Cross mora nos arredores de Chicago, onde trabalha na Associação Cristã de Moços (ACM) da região. Isso explica as referências à ACM no seu primeiro livro Tempest.
A autora mora no Centro de Illinois com o marido e os três filhos.

## Série Tempest
Em maio de 2009, Cross começou a trabalhar em seu primeiro romance, Tempest, que conta a estória de Jackson Meyer um adolescente de 19 anos que se comporta normalmente, mas com a capacidade de viajar no tempo, seus saltos pelo tempo não muda o continuum do espaço-tempo até entrar em pânico quando ele e sua namorada são atacados por 2 estranhos que fazem parte de um grupo chamados os Inimigos do Tempo, saltando para 2007 e não conseguindo mais retornar. Foi publicado pela editora no Brasil Pensamento-Cultrix em 2012.

### SérieTempest
| Título    | Lançamento | Título no Brasil | Lançamento no Brasil |
| --------- | ---------- | ---------------- | -------------------- |
| Tempest   | 2011       | Tempest          | 2012                 |
| Vortex    | 2012       | Vortex           | 2013                 |
| Timestorm | 2013       | Timestorm        | 2014                 |

### SérieLetters to Nowhere
1. Letters to Nowhere, 2013
2. Return to Sender, 2013
3. Return to You, 2013
4. Return to Us, 2014

### Outros
- Third Degree, 2014
- Whatever Life Throws at You, 2014
- Fifty First Times: A New Adult Anthology, 2014 (antologia)